# 宁粳7号
宁粳7号，是中华人民共和国南京农业大学培育出的一种常规粳稻杂交水稻，由万建民、刘喜、田云录、刘世家、陈亮明、江玲、王益华、赵志刚、刘裕强、陈赛华等人完成。该杂交水稻母本为武运粳7号、父本为晚粳9707，2019年，被农业农村部认定为超级杂交水稻品种。

## 特点
原名“W030”，由南京农业大学农学院于2011年育成，属迟熟中粳稻品种，产品品质达到国标三级优质稻谷标准。2016年，“宁粳7号”水稻绿色高产高效生产现场观摩会在江苏省泰州市姜堰区沈高镇河横村召开，由万建民、张洪程院士介绍。